# Водное поло на летней Универсиаде 1979
Ватерпольный турнир на летней Универсиаде 1979 проходил в Мехико (Мексика). Соревновались мужские сборные команды. Чемпионом Универсиады стала сборная США.

## Медальный зачёт
| Место | Страна    | Золото | Серебро | Бронза | Всего |
| ----- | --------- | ------ | ------- | ------ | ----- |
| 1     | США       | 1      | 0       | 0      | 1     |
| 2     | СССР      | 0      | 1       | 0      | 1     |
| 3     | Югославия | 0      | 0       | 1      | 1     |

| Чемпион Универсиады по водному поло 1979 |
| ---------------------------------------- |
| США Первый титул                         |

## Ссылка
- Universiade water polo medalists on HickokSports (англ.)